# Белозерский (совхоз, Курганская область)
Закрытое акционерное общество «Совхоз Белозерский» — сельскохозяйственное предприятие в Белозерском районе Курганской области. Существовало в 1930—2006 годах. До 1963 года «Белозерский» — зерносовхоз, в 1963—1967 годах — молочно-мясной совхоз, с 1967 года — свиноводческий совхоз.

## История
16 февраля 1930 года создан совхоз «Белозерский». Первым директором стал Константин Тимофеевич Назаров-Амурский. На 1 января 1933 года было 33 трактора, к концу 1934 года - 98 тракторов.
Совхоз «Белозерский» к началу Великой Отечественной войны был самым крупным, технически оснащённым хозяйством в Белозерском районе. 278 рабочих совхоза ушли на фронт, из них 127 не вернулись с войны.
В 1956 году построено новое здание школы, в 1957 году — дом культуры.
Указом Президиума Верховного Совета СССР от 26 января 1971 года «за большие успехи, достигнутые в развитии сельскохозяйственного производства и выполнении пятилетнего плана продажи государству продуктов земледелия и животноводства Совхоз «Белозерский» Белозерского района Курганской области» награждён Орденом Ленина.
В 1973 году Министерство сельского хозяйства СССР наградило совхоз «Белозерский» почетной грамотой победителя во Всесоюзном социалистическом соревновании работников сельского хозяйства.
В 1976 год Министерство сельского хозяйства СССР наградило коллектив совхоза Почетным дипломом победителя во Всесоюзном социалистическом соревновании за повышение эффективности производства, качества работы.
В 1984 году Совет министров РСФСР присудил коллективу ордена Ленина совхоза «Белозерский» переходящее Красное знамя.
В постсоветские годы совхоз был акционирован.
24 июля 2006 года ЗАО «Совхоз Белозерский» (ИНН 4504000159) ликвидировано по решению суда.

## Пресса
В совхозе издавалась газета «Совхозный рабочий».

## Руководители
- 1930 — Константин Тимофеевич Назаров-Амурский
- 1932 — Алтуфьев
- 1933 — С.Н. Чесноков
- 1933 — сентябрь 1935 — Степан Андреевич Дерябин
- 1935 (?) — Сырников
- 1936 (?) — Артеменко
- 1937 (?) — Бобров
- 1938 (?) — Устименко
- 1939 (?) — Куценко
- 1940 (?) — Мостовник
- 1941 (?) — Арефьев
- 1959—1969 — Пётр Иванович Суров, заслуженный агроном РСФСР, кавалер двух Орденов Ленина
- 1970—2000 — Борис Степанович Зайцев, Отличник народного образования, кавалер ордена Трудового Красного Знамени
- 28 января 2005 — 24 июля 2006 — конкурсный управляющий Александр Владимирович Маслаков

## Награды коллектива
- Орден Ленина — коллектив совхоза (26 января 1971 года) и
  - Бочагова Галина Ивановна, свинарка отд. Баярак
  - Григорьев Григорий Георгиевич, комбайнер-слесарь МТМ с. Светлый Дол
  - Ильин Пётр Иванович, тракторист отд. Баярак
  - Крапивин Виктор Афанасьевич, комбайнер отд. Кирово
  - Клюшин Николай Дмитриевич, тракторист отд. Берёзово
  - Петрякова Нина Александровна, доярка отд. Берёзово
  - Шингарёв Николай Федорович, тракторист отд. Берёзово
  - Эльмер Григорий Иванович, тракторист отд. Кирово
- Орден Трудового Красного Знамени — 20 чел.
- Орден «Знак Почёта» — 20 чел.
- Орден Трудовой Славы II степени — 1 чел. (Аристов Алексей Петрович)
- Орден Трудовой Славы III степени — 6 чел.
- Медаль «За трудовую доблесть» — 9 чел.
- Медаль «За трудовое отличие» — 11 чел.
- Юбилейная медаль «За доблестный труд. В ознаменование 100-летия со дня рождения Владимира Ильича Ленина» — 85 чел.
- Медали ВДНХ — 25 чел.
- Премия имени Т.С. Мальцева — 3 чел.